# フリードリヒ・ヴィルヘルム・ギムナジウム
フリードリヒ・ヴィルヘルム・ギムナジウム（Friedrich-Wilhelms-Gymnasium、Friedrich-Wilhelm-Gymnasiumとも）は、1797年から第二次世界大戦終了時まで存在した王立ギムナジウム。

## 沿革
1747年に敬虔主義者のヨハン・ユリウス・ヘッカーがベルリンで最初に設立したレアルシューレを起源とする（1783年からは王立レアルシューレ、Königliche Realschule）。30年後にギムナジウムに再編された。著名な出身者にビスマルク、化学者のアドルフ・フォン・バイヤー、作曲家のメンデルスゾーンなどが居る。

## 著名な出身者
- ブルーノ・バウアー - 哲学者、神学者
- アドルフ・フォン・バイヤー - 化学者、ノーベル化学賞
- ハンス・ハルトヴィヒ・フォン・ベセラー - 軍人
- オットー・フォン・ビスマルク - 政治家、ドイツ帝国宰相
- マックス・フォン・ベーン（Max von Boehn） - 軍人
- ゲオルク・ボールマン（Georg Bohlmann） - 数学者（保険数理、確率論）
- リヒャルト・ボン（Richard Bohn） - 建築学者
- アレクサンダー・ドンカー（Alexander Duncker） - 出版者
- クルト・ヘンゼル - 数学者
- オットー・ヘルヴィヒ（Otto Hellwig） - 武装親衛隊将校
- パウル・ハイゼ - 作家
- ヤコブ・ファン・ホディス（Jakob van Hoddis） - 詩人
- ジェイムス・イスラエル（James Israel） - 医学者、外科医
- ヴォルフガング・カップ - 政治家、官僚
- ヨハネス・レプシウス（Johannes Lepsius） - 宣教師、人道主義者、アルメニア人虐殺の告発者
- アルノルト・メンデルスゾーン - 作曲家
- フリードリヒ・アウグスト・ベルトホルト・ニッチ（Friedrich August Berthold Nitzsch） - 神学者
- エルンスト・ポズナー（Ernst Posner） - アーキビスト
- パウル・ティリッヒ - 神学者（組織神学、宗教社会主義）
- ルドルフ・シュレクター - 植物学者